# Paul Bozonet
Paul Bozonet, né le 10 janvier 1852 à Montrevel-en-Bresse (Ain) et mort le 11 juin 1935 au même lieu, est un homme politique français.

## Biographie
Médecin, il est conseiller général du canton de Montrevel de 1886 à 1922 et maire de Montrevel de 1892 à 1925. Il est député de l'Ain de 1903 à 1914, inscrit au groupe de la Gauche radicale.

## Sources
- « Paul Bozonet », dans le Dictionnaire des parlementaires français (1889-1940), sous la direction de Jean Jolly, PUF, 1960 [détail de l’édition]